# 川北徹
川北 徹（かわきた とおる、1927年10月13日 - 2009年6月29日）は、日本の経営者。三井金属鉱業社長、相談役などを歴任。

## 来歴・人物
島根県出身または鹿児島県いちき串木野市旧串木野市地域出身。鹿児島県立第二鹿児島中学校（鹿児島県立甲南高等学校）を経て、1948年に熊本工業専門学校冶金学科（現熊本大学工学部）を卒業し、同年に三井鉱山に入社した。神岡鉱山（岐阜県）や竹原製錬所（広島県）で製錬技術者として業務に従事。竹原製錬所の労組委員長も務めた。三井鉱山から1950年に神岡鉱業が分離し1952年に三井鉱山から三井金属鉱業に社名変更した後は、三井金属鉱業勤務。1981年に取締役に就任し、1984年6月に常務、1987年6月に専務、1989年6月に副社長を経て、1990年6月には社長に就任した。なお、1990年から三井金属鉱業は通称を三井金属と統一している。1993年6月に相談役に就任。
1998年4月に勲二等瑞宝章を受章。
2009年6月29日心不全のため死去、81歳没。